# Ashleigh Gentle
Ashleigh Gentle (Brisbane, 25 de fevereiro de 1991) é uma triatleta profissional australiana. 

## Carreira

### Rio 2016
Gentle disputou os Jogos Olímpicos do Rio, em 2016, terminando em 26º lugar com o tempo de 2:01:44.